# Колтовской, Игорь Анатольевич
Игорь Анатольевич Колтовской (укр. Ігор Анатолійович Колтовський; род. 18 июня 1972) — украинский театральный режиссёр, актёр, театральный педагог, режиссёр по работе с актёрами в кино. 
С 2003 года художественный руководитель киевского Театра-студии «Саквояж».

## Биография
Родился 18 июня 1972 года в городе Краснодон, Украина.

1991—1997 — актёр Львовского русского драматического театра Прикарпатского военного округа (ПрикВО, Львов, Украина)

1997—2000 — актёр Великолукского драматического театра (Великие Луки, Псковская обл., Россия)

2000—2001 — актёр Киевского театра юного зрителя на Липках (Киев, Украина)

2003 — наст. время — художественный руководитель и режиссёр Театра-студии «Саквояж» (Киев, Украина)

## Образование
В 1991 году окончил Днепропетровское государственное театральное училище, курс Селенковой З. Ф.
В 2004-м — Киевский государственный университет театра, кино и телевидения им. И. К. Карпенко-Карого (режиссёр драматического театра, курс Данченко С. В. и Дубинина К. М.).

## Театральные роли
Львовский русский драматический театр Прикарпатского военного округа (Львов, Украина)
- «Волшебник Изумрудного города» (Железный Дровосек)
- «День рождения кота Леопольда» (Леопольд)
- «Азалия для Давида» (Матье)
- «Привидения» (Освальд)
- «Трактирщица» (Фабрицио)
- «Поминальная молитва» (Перчик)
- «Исповедь бывшего зэка» (Интеллигент)
- «Шельменко-денщик» (Скворцов)
- «Женитьба» (Подколесин)
- «Зойкина квартира» (Абольянинов)
- «Фантазии Фарятьева» (Фарятьев)

Великолукский драматический театр (Великие Луки, Россия)
- «Мурлин Мурло» (Алексей)
- «Безумие любви» (Садовник)
- «Остров нашей любви и надежды» (Сан Саныч)
- «Волшебная елка» (Кощей)
- «Версия» (Сальери)
- «Без вины виноватые» (Незнамов)
- «Принцесса Турандот» (Труффальдино)
- «Таинственный гиппопотам» (Кролик Константин)
- «Пиковая дама» (Томский)

Киевский академический театр юного зрителя на Липках (Киев, Украина)
- «Мещанин во дворянстве» (Ковьель) и др.

## Актёрская фильмография
- 2004 — х/ф «Я тебя люблю!»
- 2004 — т/с «Пепел Феникса»
- 2005 — т/с «Золотые парни»
- 2005 — т/с «Поиски любви»
- 2008 — т/с «Родные люди»
- 2009 — т/с «Чужие ошибки»
- 2009 — т/с «По закону»
- 2010 — т/с «Ефросинья»
- 2010 — т/с «Маршрут милосердия»
- 2011 — т/с «Возвращение Мухтара-7»
- 2011 — т/с «Собачья жизнь»
- 2014 — т/с «Личное дело»
- 2015 — т/с «Владимирская, 15»
- 2017 — х/ф «Червоный» — Тайга
- 2018 — т/с «Сердце следователя»
- 2018 — х/ф «Когда падают деревья»
- 2019 — х/ф «11 детей из Моршина»
- 2019 — т/с «Тайны»
- 2020 — т/с «И будут люди» — Григорий Гинзбург
- 2020 — х/ф «Плохие дороги» — Директор школы

## Работа в рекламе
- «Life. Мобильное ТВ»
- «Альказельцер»
- «Алло. Sony Ericsson»
- «Bonux»

## Театральные постановки
Великолукский драматический театр (Великие Луки, Россия)
- 1999 — Пиковая дама (режиссёр по пластике)
- 2004 — Убьём мужчину?

Театр-студия «Саквояж» (Киев, Украина)
- 2005 — Зимняя сказка
- 2006 — Баранкин, будь человеком!
- 2007 — Я хочу братика!
- 2008 — Ты. Я. Море…
- 2009 — Время тепла
- 2010 — Зимняя сказка[4]
- 2011 — Время тепла[5]
- 2012 — Lopotuhin’s dreams[6]
- 2013 — Ангел[7]
- 2014 — Полустанок[8]
- 2015 — Дед Мороз и лето[9]
- 2017 — Акакий[10]
- 2018 — Когда я снова стану маленьким[11]

## Признание и награды
- Лауреат Международного Брянцевского театрального фестиваля (Санкт-Петербург, 2006, 2008).
- Лауреат Всеукраинского театрального фестиваля «Маски Мельпомены» (Харьков, 2007, 2011, 2013).
- Лауреат Национальной кинопремии «Золотая дзига» за лучшую мужскую роль второго плана в х/ф «Плохие дороги» (Киев, 2021).